# Championnat de France masculin de handball de deuxième division 1995-1996
Navigation
Saison 1994-1995 Saison 1996-1997
La Division 2 1995-1996 est la quarante-quatrième édition du Championnat de France masculin de handball de deuxième division, le deuxième plus haut niveau de handball en France, et la première avec la dénomination de Division 2 (précédemment nommée Nationale 2 ou Nationale 1 fédérale). 
Le titre de champion de France est remporté par l'ES Besançon devant l'AC Boulogne-Billancourt et le Massy 91 Finances. Ces trois clubs sont promus en Division 1.

## Classement final
Le classement final est :
|    | Équipe                   | Pts | J  | G  | N | P  | Bp  | Bc  | Diff |
| -- | ------------------------ | --- | -- | -- | - | -- | --- | --- | ---- |
| 1  | ES Besançon              | 39  | 26 | 17 | 5 | 4  | 634 | 567 | 67   |
| 2  | AC Boulogne-Billancourt  | 37  | 26 | 17 | 3 | 6  | 660 | 579 | 81   |
| 3  | Massy 91 Finances        | 36  | 26 | 18 | 0 | 8  | 585 | 522 | 63   |
| 4  | Villeurbanne HBC         | 35  | 26 | 17 | 1 | 8  | 682 | 633 | 49   |
| 5  | USAM Nîmes Gard          | 31  | 26 | 14 | 3 | 9  | 587 | 514 | 73   |
| 6  | Nice HB Côte d'Azur      | 28  | 26 | 12 | 4 | 10 | 610 | 584 | 26   |
| 7  | Saint-Raphaël Var HB     | 27  | 26 | 12 | 3 | 11 | 608 | 614 | -6   |
| 8  | HBC Gien Loiret          | 24  | 26 | 9  | 6 | 11 | 578 | 600 | -22  |
| 9  | US Saintes CC            | 22  | 26 | 10 | 2 | 14 | 596 | 607 | -11  |
| 10 | Aix UC                   | 21  | 26 | 8  | 5 | 13 | 602 | 627 | -25  |
| 11 | Dijon Bourgogne Handball | 19  | 26 | 7  | 5 | 14 | 580 | 623 | -43  |
| 12 | SLUC Nancy COS Villers   | 19  | 26 | 9  | 1 | 16 | 561 | 606 | -45  |
| 13 | CSM Livry-Gargan (R)     | 13  | 26 | 6  | 1 | 19 | 528 | 647 | -119 |
| 14 | Billère Handball         | 13  | 26 | 5  | 3 | 18 | 596 | 684 | -88  |

Légende
|  | Promu en Division 1    | (R) | Relégué de Division 1 en début de saison        |
|  | Relégué en Nationale 1 | (P) | Promu de Nationale 1 en début de saison : aucun |